# Episodi di Make Room for Daddy (decima stagione)
La decima stagione della serie televisiva La stanza di papà (Make Room for Daddy, The Danny Thomas Show dalla quinta stagione) è andata in onda negli Stati Uniti dal 1º ottobre 1962 al 6 maggio 1963 sulla CBS.
In Italia questa stagione viene trasmessa su Telecapri News dal 15 settembre 2018 al 13 luglio 2019, ogni sabato alle 22:00, lasciando alcuni episodi inediti, per motivi di palinsesto.
| nº | Titolo originale           | Titolo italiano                  | Prima TV USA     | Prima TV Italia   |
| -- | -------------------------- | -------------------------------- | ---------------- | ----------------- |
| 1  | The Baby Hates Charley     | No all'odio                      | 1º ottobre 1962  | 15 settembre 2018 |
| 2  | Danny's Replacement        | Chi sostituisce Danny?           | 8 ottobre 1962   | 22 settembre 2018 |
| 3  | What Are Friends For?      | Amici                            | 15 ottobre 1962  | 29 settembre 2018 |
| 4  | The British Sense of Humor | Se nessuno fosse britannico      | 22 ottobre 1962  | 6 ottobre 2018    |
| 5  | Jose Rents the Cops        | Poliziotti per Jose              | 29 ottobre 1962  | 13 ottobre 2018   |
| 6  | Rusty for President        | Presidente Rusty                 | 5 novembre 1962  | 20 ottobre 2018   |
| 7  | A Hunting We Will Go       |                                  | 12 novembre 1962 | inedito           |
| 8  | Ten Years Ago Today        |                                  | 19 novembre 1962 | inedito           |
| 9  | Jose, the Scholar          | Lo studioso Jose                 | 26 novembre 1962 | 27 ottobre 2018   |
| 10 | The Ould Sod               |                                  | 3 dicembre 1962  | inedito           |
| 11 | Tonoose, Life of the Party | Festa per Tonoose                | 10 dicembre 1962 | 3 novembre 2018   |
| 12 | Danny's English Friend     | Un'inglese amichevole            | 17 dicembre 1962 | 10 novembre 2018  |
| 13 | Bunny, the Brownie Leader  |                                  | 24 dicembre 1962 | inedito           |
| 14 | Charley the Artist         |                                  | 31 dicembre 1962 | inedito           |
| 15 | Lost French Boy            | J'aime la France                 | 7 gennaio 1963   | 17 novembre 2018  |
| 16 | Jose, the Dog Sitter       | Dog-sitting                      | 14 gennaio 1963  | 24 novembre 2018  |
| 17 | Tonoose Needs Glasses      | Occhiali per Tonoose             | 21 gennaio 1963  | 1º dicembre 2018  |
| 18 | Million Dollar Dress       |                                  | 28 gennaio 1963  | inedito           |
| 19 | Rusty's Birthday           | Buon compleanno, Rusty!          | 4 febbraio 1963  | 8 dicembre 2018   |
| 20 | Charley, the Tiger         | La vera tigre per Charley        | 11 febbraio 1963 | 6 aprile 2019     |
| 21 | The Roman Patriot          | Patrioti romani                  | 18 febbraio 1963 | 13 aprile 2019    |
| 22 | Jose's Guided Tour         | Tour per guida                   | 25 febbraio 1963 | 20 aprile 2019    |
| 23 | Bunny's Cousin             | Cugini                           | 4 marzo 1963     | 27 aprile 2019    |
| 24 | When in Rome               | A Roma c'è qualcosa              | 11 marzo 1963    | 4 maggio 2019     |
| 25 | That Old Feeling           |                                  | 18 marzo 1963    | inedito           |
| 26 | Louise to the Rescue       |                                  | 25 marzo 1963    | inedito           |
| 27 | Venetian Melody            | La canzone veneziana             | 1º aprile 1963   | 8 giugno 2019     |
| 28 | Charley, My Boy            | Se Charley avesse il suo ragazzo | 8 aprile 1963    | 15 giugno 2019    |
| 29 | Linda, the Grownup         | Cresci, Linda!                   | 15 aprile 1963   | 22 giugno 2019    |
| 30 | Homecoming                 | Ritorno a casa per loro          | 22 aprile 1963   | 29 giugno 2019    |
| 31 | Tonoose's Brother          | Fratelli                         | 29 aprile 1963   | 6 luglio 2019     |
| 32 | Jose's Rival               | Rivali per sempre                | 6 maggio 1963    | 13 luglio 2019    |

## The Baby Hates Charley
- Prima televisiva: 1º ottobre 1962
- Diretto da:
- Scritto da:

### Trama
- Interpreti: Danny Thomas (Danny Williams), Marjorie Lord (Kathy Williams), Rusty Hamer (Rusty Williams), Angela Cartwright (Linda Williams), Sid Melton (Charley Halper), Pat Carroll (Bunny), Benny Rubin (Tramp), Joe Devlin (poliziotto)

## Danny's Replacement
- Prima televisiva: 8 ottobre 1962
- Diretto da:
- Scritto da:

### Trama
- Interpreti: Danny Thomas (Danny Williams), Marjorie Lord (Kathy Williams), Rusty Hamer (Rusty Williams), Jack Carter (se stesso)

## What Are Friends For?
- Prima televisiva: 15 ottobre 1962
- Diretto da:
- Scritto da:

### Trama
- Interpreti: Angela Cartwright (Linda Williams), Pat Carroll (Bunny Halper), Marjorie Lord (Kathy Williams), Sid Melton (Charley Halper), Danny Thomas (Danny Williams)

## The British Sense of Humor
- Prima televisiva: 22 ottobre 1962
- Diretto da:
- Scritto da:

### Trama
- Interpreti: Danny Thomas (Danny Williams), Marjorie Lord (Kathy Williams), Rusty Hamer (Rusty Williams), Cecil Parker (Sir Harry)

## Jose Rents the Cops
- Prima televisiva: 29 ottobre 1962
- Diretto da:
- Scritto da:

### Trama
- Interpreti: Bill Dana (Jose Jiminez), Marjorie Lord (Kathy Williams), Danny Thomas (Danny Williams)

## Rusty for President
- Prima televisiva: 5 novembre 1962
- Diretto da:
- Scritto da:

### Trama
- Interpreti: Angela Cartwright (Linda Williams), Rusty Hamer (Rusty Williams), Marjorie Lord (Kathy Williams), Danny Thomas (Danny Williams)

## A Hunting We Will Go
- Prima televisiva: 12 novembre 1962
- Diretto da:
- Scritto da:

### Trama
- Interpreti: Arnold Bell (constable), Peter Butterworth (Publican), Jimmy Edwards (Jamie), David Ensor (giudice), Vanda Godsell (Mavis), Harold Goodwin (Bellhop), Laurence Hardy (portiere), Raymond Huntley (Lord Nuffield), Marjorie Lord (Kathy Williams), Danny Thomas (Danny Williams)

## Ten Years Ago Today
- Prima televisiva: 19 novembre 1962
- Diretto da:
- Scritto da:

### Trama
- Interpreti: Danny Thomas (Danny Williams), Marjorie Lord (Kathy Williams), Rusty Hamer (Rusty Williams), Penny Parker (Terry Williams), Paul Dubov (Felix)

## Jose, the Scholar
- Prima televisiva: 26 novembre 1962
- Diretto da:
- Scritto da:

### Trama
- Interpreti: Angela Cartwright (Linda Williams), Bill Dana (Jose Jiminez), Virginia Gregg (Miss Brown), Rusty Hamer (Rusty Williams), Marjorie Lord (Kathy Williams), Danny Thomas (Danny Williams)

## The Ould Sod
- Prima televisiva: 3 dicembre 1962
- Diretto da:
- Scritto da:

### Trama
- Interpreti: Danny Thomas (Danny Williams), J.G. Devlin (Shamus Daly), Noel Purcell (Francis Daly)

## Tonoose, Life of the Party
- Prima televisiva: 10 dicembre 1962
- Diretto da:
- Scritto da:

### Trama
- Interpreti: Angela Cartwright (Linda Williams), Hans Conried (zio Tonoose), Rusty Hamer (Rusty Williams), Marjorie Lord (Kathy Williams), Danny Thomas (Danny Williams)

## Danny's English Friend
- Prima televisiva: 17 dicembre 1962
- Diretto da:
- Scritto da:

### Trama
- Interpreti: Carl Carlson (Juggler), Noel Drayton (Bert Wingate), Paul Dubov (Felix), Bernard Fox (Alfie Wingate), Marjorie Lord (Kathy Williams), Sid Melton (Charley Halper), Shirley Mitchell (Betty), Roy Roberts (Mr. Washburn), Danny Thomas (Danny Williams)

## Bunny, the Brownie Leader
- Prima televisiva: 24 dicembre 1962
- Diretto da:
- Scritto da:

### Trama
- Interpreti: Danny Thomas (Danny Williams), Margaret Hamilton (Miss Fenwick), Joan Tompkins (Miss Barclay)

## Charley the Artist
- Prima televisiva: 31 dicembre 1962
- Diretto da:
- Scritto da:

### Trama
- Interpreti: Pat Carroll (Bunny Halper), Angela Cartwright (Linda Williams), Rusty Hamer (Rusty Williams), Marjorie Lord (Kathy Williams), Sid Melton (Charley Halper), Amanda Randolph (Louise), Danny Thomas (Danny Williams)

## Lost French Boy
- Prima televisiva: 7 gennaio 1963
- Diretto da:
- Scritto da:

### Trama
- Interpreti: Angela Cartwright (Linda Williams), Rusty Hamer (Rusty Williams), Marjorie Lord (Kathy Williams), Danny Thomas (Danny Williams)

## Jose, the Dog Sitter
- Prima televisiva: 14 gennaio 1963
- Diretto da:
- Scritto da:

### Trama
- Interpreti: Angela Cartwright (Linda Williams), Bill Dana (Jose Jiminez), Rusty Hamer (Rusty Williams), Marjorie Lord (Kathy Williams), Danny Thomas (Danny Williams)

## Tonoose Needs Glasses
- Prima televisiva: 21 gennaio 1963
- Diretto da:
- Scritto da:

### Trama
- Interpreti: Danny Thomas (Danny Williams), Marjorie Lord (Kathy Williams), Rusty Hamer (Rusty Williams), Angela Cartwright (Linda Williams), Hans Conried (zio Tonoose), Sid Melton ('Uncle Charley' Halper), Philip Ober (dottor Edwards)

## Million Dollar Dress
- Prima televisiva: 28 gennaio 1963
- Diretto da:
- Scritto da:

### Trama
- Interpreti: Danny Thomas (Danny Williams), Marjorie Lord (Kathy Williams), Rusty Hamer (Rusty Williams), Nadine Alari (Saleswoman), Georges Hubert (cameriere), Jacques Marin (Marcel), Pascale Roberts (Jeanette Giroux)

## Rusty's Birthday
- Prima televisiva: 4 febbraio 1963
- Diretto da:
- Scritto da:

### Trama
- Interpreti: Angela Cartwright (Linda Williams), Sammy Davis Jr. (se stesso), Rusty Hamer (Rusty Williams), Marjorie Lord (Kathy Williams), Danny Thomas (Danny Williams)

## Charley, the Tiger
- Prima televisiva: 11 febbraio 1963
- Diretto da:
- Scritto da:

### Trama
- Interpreti: Angela Cartwright (Linda Williams), Rusty Hamer (Rusty Williams), Marjorie Lord (Kathy Williams), Sid Melton (Charley Halper), Danny Thomas (Danny Williams)

## The Roman Patriot
- Prima televisiva: 18 febbraio 1963
- Diretto da:
- Scritto da:

### Trama
- Interpreti: Gianni Di Benedetto (Man), Marjorie Lord (Kathy Williams), Massimo Serato (Francesco), Danny Thomas (Danny Williams)

## Jose's Guided Tour
- Prima televisiva: 25 febbraio 1963
- Diretto da:
- Scritto da:

### Trama
- Interpreti: Angela Cartwright (Linda Williams), Bill Dana (Jose Jimenez), Rusty Hamer (Rusty Williams), Marjorie Lord (Kathy Williams), Danny Thomas (Danny Williams)

## Bunny's Cousin
- Prima televisiva: 4 marzo 1963
- Diretto da:
- Scritto da:

### Trama
- Interpreti: Pat Carroll (Bunny Halper), Angela Cartwright (Linda Williams), Rusty Hamer (Rusty Williams), Marjorie Lord (Kathy Williams), Sid Melton (Charley Halper), Danny Thomas (Danny Williams)

## When in Rome
- Prima televisiva: 11 marzo 1963
- Diretto da:
- Scritto da:

### Trama
- Interpreti: Sheldon Leonard (Phil Brokaw), Marjorie Lord (Kathy Williams), Danny Thomas (Danny Williams)

## That Old Feeling
- Prima televisiva: 18 marzo 1963
- Diretto da:
- Scritto da:

### Trama
- Interpreti: Marjorie Lord (Kathy Williams), Danny Thomas (Danny Williams)

## Louise to the Rescue
- Prima televisiva: 25 marzo 1963
- Diretto da:
- Scritto da:

### Trama
- Interpreti: Danny Thomas (Danny Williams), Marjorie Lord (Kathy Williams), Rusty Hamer (Rusty Williams), Angela Cartwright (Linda Williams), Joyce Jameson (Nikki Stewart), Clara Ward (Club Women)

## Venetian Melody
- Prima televisiva: 1º aprile 1963
- Diretto da:
- Scritto da:

### Trama
- Interpreti: Danny Thomas (Danny Williams), Marjorie Lord (Kathy Williams), Mimo Billi (Longo), Tony Brandt (Bellhop), Nino Falanga (Customs Agent), Betty Foa (Mamma), Antonio Grossi (Gondolier), Antonio Piretti (Pietro), Piccola Pupa (Maria Bonifacio), Adriano Vitale (Luigi)

## Charley, My Boy
- Prima televisiva: 8 aprile 1963
- Diretto da:
- Scritto da:

### Trama
- Interpreti: Pat Carroll (Bunny Halper), Marjorie Lord (Kathy Williams), Sid Melton (Charley Halper), Danny Thomas (Danny Williams)

## Linda, the Grownup
- Prima televisiva: 15 aprile 1963
- Diretto da:
- Scritto da:

### Trama
- Interpreti: Pat Carroll (Bunny Halper), Angela Cartwright (Linda Williams), Rusty Hamer (Rusty Williams), Marjorie Lord (Kathy Williams), Debbie Megowan (Nancy), Sid Melton (Charley Halper), Philip Phillips (Steve), Amanda Randolph (Louise), Danny Thomas (Danny Williams)

## Homecoming
- Prima televisiva: 22 aprile 1963
- Diretto da:
- Scritto da:

### Trama
- Interpreti: Pat Carroll (Bunny Halper), Angela Cartwright (Linda Williams), Rusty Hamer (Rusty Williams), Marjorie Lord (Kathy Williams), Sid Melton (Charley Halper), Danny Thomas (Danny Williams)

## Tonoose's Brother
- Prima televisiva: 29 aprile 1963
- Diretto da:
- Scritto da:

### Trama
- Interpreti: Angela Cartwright (Linda Williams), Hans Conried (zio Tonoose), Rusty Hamer (Rusty Williams), Marjorie Lord (Kathy Williams), Danny Thomas (Danny Williams)

## Jose's Rival
- Prima televisiva: 6 maggio 1963
- Diretto da:
- Scritto da:

### Trama
- Interpreti: Danny Thomas (Danny Williams), Marjorie Lord (Kathy Williams), Rusty Hamer (Rusty Williams), Bill Dana (Jose Jiminez), Zeme North (Susie Harper)